# LOGML
LOGML (англ. Log Markup Language — язык разметки логов (лог-файлов); произносится [лог-эм-эл]) — рекомендованный W3C язык разметки, фактически представляющий собой свод общих синтаксических правил. LOGML — текстовый формат, предназначенный для хранения структурированных данных журнала событий, поступающего с интернет-сервисов.